# إيجرتون سيسيل
إيجرتون سيسيل (4 يوليو 1853 في المملكة المتحدة - 25 سبتمبر 1928 في المملكة المتحدة) (بالإنجليزية: Egerton Cecil)‏ هو لاعب كريكت بريطاني وبريطاني (وحمل سابقاً جنسية المملكة المتحدة لبريطانيا العظمى وأيرلندا). لعب مع نادي مقاطعة هامبشاير للكريكت ‏.

## وصلات خارجية
- إيجرتون سيسيل على موقع إي آس بي آن كريك إنفو (الإنجليزية)